# 西郷隆文
西郷 隆文（さいごう たかふみ、1947年〈昭和22年〉 - ）は、日本の陶芸家。日置南洲窯代表。鹿児島県陶業協同組合、及び鹿児島県薩摩焼協同組合・初代理事長。特定非営利活動法人西郷隆盛公奉賛会理事長。維新の三傑の一人・西郷隆盛の曾孫にあたる。2011年（平成23年）度・現代の名工、及び2012年（平成24年）度・黄綬褒章受賞。

## 人物歴

### 少年時代
1947年（昭和22年）、西郷隆泰の長男として奈良市に生れる。幼い頃は京都で暮らしており、父は京都大学でゼロ戦に代わる次世代航空機の研究、設計、製作などを行う技師で、ほとんど家にいなかった。雄弁に語ることはせず、剣道を極め、立ち居ふるまいに武人としての誇りを感じていた父親とは、日常会話も畳一枚離れ敬語で会話していた。5歳から母親の実家がある鹿児島県日置市に育つ。
小学校、中学校の頃は、父の仕事の関係で転校が続いたことで、なかなか友人をつくることができず、子供同士の諍いがしばしば起きた。雄弁に語ることはせず、剣道を極め、立ち居ふるまいに武人としての誇りが感じられる父を見て育った影響から、理由も無く他者の体や心を傷付けるような理不尽ないじめを甘んじて受ける気は無く、いじめほど卑怯で許せないものは無いという思いもあり、中学生になってからは転校のたびに喧嘩に明け暮れ、相手の人数が多かろうと関係なくとことん立ち向かい「どんな場合でも気迫で負けてはいけない。大切なのは、どれだけ自分が本気なのかを伝え、それを相手にわからせるかだ」と心に誓い、体の大きさもあって、ことごとく蹴散らしていた。中学3年から鹿児島市へ引っ越し、大学卒業まで暮らす。高校では、後輩から助けを頼まれたりと、それまで同様に喧嘩の日々が続いたが、年齢とともに次第に争いを収めるための喧嘩になってい。
鹿児島にいても、西郷隆盛の曾孫ということは意識しておらず、高校生のときもあえて考えないようにしていたが、19歳の頃、パチンコ屋でチンピラと喧嘩して殴られ顔を腫らし家に帰ると「20歳をすぎて悪さをすると新聞に名前が出ますよ」と母に諭され意識するようになった。後々、30代の頃さらに、西郷隆盛を祀る鹿児島市の南洲神社で毎年開催される秋の例大祭に初出席するきっかけになった、遠縁にあたる島津修久の「西郷家を代表して毎年例大祭に出なさい」という言葉からも、より一層意識することになる。

### 下積み時代
鹿児島県の大学を卒業後、上京してアパレルメーカーに就職。半年先や1年先の流行を予測してデザインを行い、原糸メーカーから届く糸を使って製品化する仕事は楽しく充実したものだったが、中学時代の美術教師だった陶芸家の有山長佑が1970年（昭和45年）、日展に初入選した際、一緒に上野の美術館を訪れた際、これまで見たこともないサイケデリックな色使いやデザインを施されたオブジェのような斬新な陶芸作品に初めて出会い、存在感にショックを受けた体験と、「お前も長男なんだから、そろそろ帰ってきてもいいんじゃないか。焼物でもして俺を手伝わないか」と、有山から陶芸の道への誘いを受けたことで、長男だからいずれ帰郷せねばならないという日頃から抱いていた気持ちも手伝い、「材料が糸から土に変わるだけ。焼物も面白いかもしれない」という思いで25歳で辞職し、鹿児島に帰郷。帰郷の道中、瀬戸や備前など焼き物の産地を巡る。
1973年（昭和48年）、由緒ある実家を継ぎ窯元となっていた有山の『長太郎焼本窯』に入社して、黒薩摩の窯入れ、窯だし、土や釉薬の使い方など伝統的な製作技法を5年間学ぶ修行を経る。初めて関わった作品は奇しくも、西郷隆盛の像だった。

### 独立後
30歳になり独立しようと考え、場所探しを母方の祖母に相談したところ、鹿児島県日置市日吉町にある母方の出自『日置島津家』の墓所があり、廃仏毀釈により破壊された菩提寺『大乗寺』跡が、墓守をしていた人物が亡くなり空き家があるということで勧められ悩んだ結果、墓守や掃除をするという条件を受けて、1978年（昭和53年）、弟と共に『日置南洲窯』を開設。
1984年（昭和59年）、鹿児島市新人賞を受賞。40歳を過ぎてから、1点、2点とやっとポツポツと売れ始める。薩摩焼の認知度を高めようと、1997年（平成9年）に鹿児島県内65窯元の参加を得て『鹿児島県陶業協同組合』を結成して初代理事長に就任し、春の窯元まつり、薩摩焼フェスタの運営、窯元と地元鹿児島の飲食店がペアを組み、飲食店の雰囲気や料理を参考に、組合員である窯元が試作品を制作して納品した薩摩焼の器で料理を提供してもらうという焼物の地産地消イベント、仏壇のふすま戸や、お茶を置く部分に薩摩焼で作った焼き物を入れ込んだ、薩摩焼とコラボレーションした商品の川辺仏壇など、薩摩焼の普及に貢献。2002年（平成14年）に薩摩焼が国の伝統工芸品に指定されるに至る礎を築く。
鹿児島市の南洲神社敷地内にあった『西郷庵』の庵主になり、2004年（平成16年）11月、西郷隆盛を慕う者たちと共に特定非営利活動法人『西郷隆盛公奉賛会』を設立し、理事長に就任。『西郷菊次郎奉賛会』の会長も務める。薩摩焼が、2002年（平成14年）1月に伝統的工芸品としての国の指定を受け、同年7月には、伝統的工芸品としての振興計画について経済産業大臣の認定を受けたこともあり、2007年（平成19年）1月、鹿児島県陶業協同組合によって『薩摩焼』は商標登録され、2013年（平成25年）7月9日、鹿児島県陶業協同組合は『鹿児島県薩摩焼協同組合』へ名称変更となり、引き続き理事長に就任。2018年（平成30年）5月9日に70歳で勇退するまで、約21年間理事長を務めた。
2011年（平成23年）、現代の名工に選ばれ、2012年（平成24年）に黄綬褒章を受章。西郷の精神を次世代に伝えるため、講演活動や執筆活動も行っており、2013年（平成25年）には日置市ふるさと大使に任命された。日置市文化財保護審議会委員、及び保護司も務め、日置島津家に所縁のある赤山靭負や桂久武に関する活動を目的として、2018年（平成30年）3月に発足した『日置西郷どん会』の名誉会長にも就任している。
地元・鹿児島県の選挙区選出の自由民主党衆議院議員・宮路拓馬の後援会会長も務めている。

## 作風
薩摩焼の良さを広めようと考えているが、地域に根差した伝統工芸品は、なかなか変えることが難しいこともあり、自身は伝統的な『黒薩摩』作品を制作しつつも、流行は追わず他人と同じものは作らないという信念や、伝統的な窯元には無い新しい薩摩焼に挑戦したいという思いを持つ。
ブロックを使ってゴミを焼いていた際、ゴミのナイロンがブロックに焼き付き入っていくのを目にして、顕微鏡で見ると表面に穴がたくさん開いている薩摩焼に漆を付けて焼けば漆が入るのではないかと試みたところ成功したため、焼いた上からさらに漆を塗り磨きをかけた焼き物「陶胎漆器」や、意匠に進取の気風を取り入れた「蛇蝎釉」、細かくしたシラスを約千度で熱して中を膨らませたものを薩摩焼の土に混ぜ、その分軽くなるもパサパサになるため制作が難しい『シラスバルーン』の研究、焼酎を楽しむ薩摩焼の器をテーマに、焼酎の原料サツマイモをかたどったカップなど、伝統的な技法に新たな技法を加えることで新しい作品作りに挑戦している
そのため、鹿児島県陶業協同組合の設立当初は流行を追いかける体質があった多くの若い組合員の窯元にも、「流行を追うのではなく、オリジナルにこだわりなさい」と言ってきた。また、自身は隆盛の座右の銘「敬天愛人」や、父が話して聞かせてくれ隆盛の「迷ったときは、損するか得するかではなく善いか悪いかで決めろ。そうすれば、おのずと答えは出る」という言葉を支えにしている。

## 親族・一族
- 西郷家始祖：西郷九兵衛 - 本姓藤原氏、薩摩藩士。
- 西郷家祖：西郷吉兵衛 - 平瀬治右衛門の三男、九兵衛の養子。
- 六世祖父：西郷小兵衛 - のちに吉兵衛、太刀流剣術の門人。
- 五世祖父：西郷隆充 - 薩摩藩士。
- 五世祖伯父：西郷覚左衛門 - 薩摩藩士。
- 高祖父：西郷吉兵衛 - 薩摩藩士。
- 高祖母：椎原政佐 - 薩摩藩士椎原国紀の娘。
- 高祖叔父：西郷小兵衛（大山綱昌） - 薩摩藩士。
- 従高祖叔父：西郷吉左衞門 - 薩摩藩士。
- 曾祖父：西郷隆盛 - 薩摩藩士、大日本帝国陸軍陸軍大将。
- 曾祖叔父：西郷吉二郎 - 薩摩藩士。
- 曾祖叔父：西郷従道 - 薩摩藩士、大日本帝国海軍元帥海軍大将。
- 曾祖叔父：西郷小兵衛 - 薩摩藩士。
- 曾祖叔母：西郷琴 - 薩摩藩士・市来正之丞の妻。
- 曾祖叔母：西郷鷹 - 薩摩藩士・三原伝左衛門の妻。
- 曾祖叔母：西郷安 - 大山成美の妻。
- 従曾祖叔父：大山成美 - 大山綱昌の長男。
- 従曾祖叔父：大山巌 - 元帥陸軍大将。
- 従曾祖叔母：山川捨松 - 愛国婦人会理事。赤十字篤志看護会理事。
- 従祖叔父：西郷従徳 - 陸軍少尉、華族（侯爵）。

- 再従叔父：西郷従吾 - 陸軍大佐。
- 再従祖叔父：大山高 - 澎湖諸島沖爆沈事故で死去。
- 再従祖叔父：大山柏 - 陸軍少佐、文学博士、考古学者。
- 再従祖叔母：近衛武子 - 近衛文麿の妹。
- 祖父：西郷菊次郎 - 初代京都市長、外交官。
- 祖伯父：西郷寅太郎 - 陸軍大佐、華族（侯爵）。
- 祖伯母：園田信子 - 元薩摩藩士・園田実徳の長女。
- 従伯父：西郷隆輝 - 華族（侯爵）。
- 従伯父：西郷吉之助 - 華族（侯爵）。
- 従伯父：西郷隆明 - スターライト工業・会長。
- 三従叔父：大山梓 - 海軍少尉、法学博士。
- 三従叔父：大山桂 - 日本貝類学会副会長、理学博士。
- 父：西郷隆泰 - 菊次郎の4男。
- 伯父：西郷隆秀 - 学校法人拓殖大学理事長。
- 叔父：西郷準 - アマチュア野球選手。
- 再従兄：西郷吉太郎 - 西郷隆盛直系4代目。
- 再従兄：西郷隆晄 - スターライト工業・社長。
- 再従兄：西郷隆廣 - スターライト工業・常務。
- 四従兄弟：大山格 - 著作家。
- 弟：西郷等 - 陶芸家。
- 再従甥：西郷隆太郎 - 西郷隆盛直系五代目。
- 再従姪孫：西郷隆公 - 西郷隆盛直系六代目。

## 系図
```
西郷九兵衛━吉兵衛・・・小兵衛┳覚左衞門━吉左衞門
　　　　　　　　　　　　　　　┃
　　　　　　　　　　　　　　　┃　　　　　　  糸子
　　　　　　　　　　　　　　　┃　　　　　　　┃┃
　　　　　　　　　　　　　　　┃　　　　　　　┃┣┳寅太郎━━━┳隆幸
　　　　　　　　　　　　　　　┗隆充┳吉兵衛┳隆盛┣午次郎┳隆一┣隆輝
　　　　　　　　　　　　　　　　　　┃　　　┃┃┃┗酉三　┣隆次┣吉之助━吉太郎━隆太郎━隆公
　　　　　　　　　　　　　　　　　　┃　　　┃┃┃　　　　┣正二┣隆永
　　　　　　　　　　　　　　　　　　┃　　　┃┃┃　　　　┗芳子┣隆國
　　　　　　　　　　　　　　　　　　┃　　　┃┃┣━菊次郎┳隆吉┣隆明┳隆晄
　　　　　　　　　　　　　　　　　　┃　　　┃愛子　　　　┣隆治┣隆正┗隆廣
　　　　　　　　　　　　　　　　　　┃　　　┃　　　　　　┣隆秀┗隆徳
　　　　　　　　　　　　　　　　　　┃　　　┣吉二郎━隆準┣隆泰┳隆文
　　　　　　　　　　　　　　　　　　┃　　　┃　　　　　　┣隆清┗等
　　　　　　　　　　　　　　　　　　┃　　　┃　　　　　　┗準
　　　　　　　　　　　　　　　　　　┃　　　┣従道━┳従理┳従吾━従節┳従洋　　　　　　　　　　　　　
　　　　　　　　　　　　　　　　　　┃　　　┣小兵衛┣政子┣従純　　　┗従英
　　　　　　　　　　　　　　　　　　┃　　　┣琴　　┣豊彦┣従竜　　　　　　　　　　　　　　　　　　　
　　　　　　　　　　　　　　　　　　┃　　　┣鷹　　┣従徳┣従宏
　　　　　　　　　　　　　　　　　　┃　　　┗安　　┣従義┣従靖　　　　　　　　　　　　　　　　　　
　　　　　　　　　　　　　　　　　　┃　　　　　　　┣従親┗従達
　　　　　　　　　　　　　　　　　　┃　　　　　　　┣豊二
　　　　　　　　　　　　　　　　　　┃　　　　　　　┣従志
　　　　　　　　　　　　　　　　　　┃　　　　　　　┣栄子
　　　　　　　　　　　　　　　　　　┃　　　　　　　┣櫻子
　　　　　　　　　　　　　　　　　　┃　　　　　　　┗不二子
　　　　　　　　　　　　　　　　　　┗小兵衛（大山綱昌）┳成美
　　　　　　　　　　　　　　　　　　　　　　　　　　　　┣国子
　　　　　　　　　　　　　　　　　　　　　　　　　　　　┗巌
　　　　　　　　　　　　　　　　　　　　　　　　　　　　 ┃┃　
　　　　　　　　　　　　　　　　　　　　　　　　　　　　 ┃┣┳高
　　　　　　　　　　　　　　　　　　　　　　　　　　　　 ┃┃┗柏　
　　　　　　　　　　　　　　　　　　　　　　　　　　　　 捨松 ┃┃　　　　　　　　　　
　　　　　　　　　　　　　　　　　　　　　　　　　　　　　　  ┃┣┳梓　
　　　　　　　　　　　　　　　　　　　　　　　　　　　　　　  ┃┃┗桂
　　　　　　　　　　　　　　　　　　　　　　　　　　　　　　　武子

```

## 著作

### 単著
- 『西郷隆盛 十の「訓え」』（三笠書房、2017年〈平成29年〉9月、ISBN 978-4837927006）

### 共著
- 『薩摩のキセキ 日本の礎を築いた英傑たちの真実』（総合法令出版、2017年〈平成29年〉10月、ISBN 978-4862800145）

## 番組出演
- 『MBCニューズナウ』「この人に聞く」 - YouTube（MBCテレビ、2011年〈平成23年〉12月15日）
- 『歴史散歩 偉人たちの末裔は今？』（BSジャパン、2017年〈平成29年〉12月31日）
- 『ブラタモリ』#98 鹿児島（NHK総合テレビジョン、2018年〈平成30年〉3月10日）